# Désiré Bastin
Désiré "Dis" Bastin (Antwerpen, 4 maart 1900 - ?, 18 april 1971) was een Belgisch voetballer die speelde als aanvallende middenvelder. Hij voetbalde in Eerste klasse bij Antwerp FC en speelde 35 wedstrijden met het Belgisch voetbalelftal.

## Loopbaan
Tijdens de Eerste Wereldoorlog verbleef Bastin in Engeland. Hij sloot als jeugdspeler aan bij Chelsea FC en doorliep er de jeugdreeksen tot het einde van de oorlog in 1918.
In januari 1919 debuteerde Bastin als linksbuiten in het eerste elftal van Antwerp FC.  Hij veroverde vanaf het volgende seizoen een basisplaats in de ploeg en bleef er spelen tot in 1934. Met de ploeg veroverde Bastin de landstitel in 1929 en 1931. In 1929 scoorde Bastin het beslissende doelpunt in de wedstrijd om de titel tegen Beerschot VAC.
Tussen 1920 en 1932 speelde Bastin 35 wedstrijden met het Belgisch voetbalelftal en scoorde in totaal zeven doelpunten. Hij werd olympisch kampioen met het team op de Olympische Zomerspelen 1920 in Antwerpen. Bastin nam eveneens deel aan de Olympische Zomerspelen 1924 in Parijs en speelde er één wedstrijd.
In 1933 verloor Bastin zijn basisplaats bij Antwerp en hij speelde in zijn laatste seizoen 1933-1934 nog twee wedstrijden. In totaal speelde hij 334 wedstrijden voor de club in Eerste klasse en scoorde hierin 83 doelpunten. Voor de aanvang van het seizoen 1934-1935 werd Bastin uitgeleend aan FC Temsica dat actief was in de lagere afdelingen. In januari 1935 ging Bastin definitief van Antwerp naar Temsica en hij bleef er nog spelen tot in 1937.